# Cohade

Cohade este o comună în departamentul Haute-Loire, Franța. În 2009 avea o populație de 789 de locuitori.